# Kvak a Žbluňk
Kvak a Žbluňk (anglicky Frog and Toad) je série dětských knih amerického spisovatele Arnolda Lobela, který byl rovněž jejich ilustrátorem.
Každá z knih původní série obsahovala pět prostých, často humorných a někdy uštěpačných krátkých příběhů, zaznamenávajících události ze života dvou přátel, žabáka Kvaka a ropušáka Žbluňka, kteří jsou představeni v antropomorfní podobě. Žabák Kvak je vyšší, zelený a je bodřejší a uvolněnější než žbluňk. Ropušák Žbluňk je menší, podsaditý, hnědý a i když není o nic méně přátelský než Kvak, jeho povaha je vážnější a upjatější.

## Původ
Během školní docházky byl Lobel nemocen a zmeškal většinu druhé třídy. Dlouhou chvíli zaháněl kreslením; obrázky zvířátek pak použil, aby se vyrovnal s nejistotou návratu do školy a aby si našel přátele mezi spolužáky. Jeho knihy o zvířecích přátelích, mezi nimi i Kvak a Žbluňk, vycházejí z těchto zážitků. Lobel sám napsal: Kvak a Žbluňk jsou ve skutečnosti dva aspekty mne samého. Jeho dcera, která sérii uspořádala, uvedla pro The New Yorker, že trvalá popularita série má i další rozměr. Kvak a Žbluňk jsou stejného pohlaví a milují jeden druhého a že Kvak a Žbluňk byli počátkem jeho [Lobelova] coming outu.
.

## Jednotlivé knihy
- Frog and Toad are Friends (1970); český překlad vyšel pod názvem Kvak a Žbluňk jsou kamarádi (1977) a zahrnuje i příběhy z druhé knihy anglické série.
- Frog and Toad Together (1972)
- Frog and Toad All Year (1976, česky Kvak a Žbluňk od jara do vánoc)
- Days with Frog and Toad (1979, česky Kvak a Žbluňk se bojí rádi)

V roce 2008 byly při prodeji domu nalezeny tři další nevybarvené a nevydané knihy Kvaka a Žbluňka z Lobelovy pozůstalosti. Lobelova dcera Adrianne je vybarvila a uspořádala do dvou knih. Tyto knihy jsou napsány, ilustrovány a podány způsobem, který je odlišuje od prvních čtyř knih série:
- The Frogs and Toads All Sang (2009)
- Odd Owls and Stout Pigs: A Book of Nonsense (2009)

## Ocenění
Kniha Frog and Toad are Friends získala čestné uznání (Caldecott Honor Book) v pravidelné roční soutěži Americké knihovní asociace (ALA) o Caldecottovu medaili, kde jsou oceňovány ilustrace v dětských obrázkových knihách. V roce 2012 se umístila na 15. místě mezi „100 nejlepšími obrázkovými knížkami“ v hodnocení uveřejněném v časopise School Library Journal.
Kniha Frog and Toad Together získala cenu Newbery Honor Book, udělovanou za dětskou literaturu.
Frog and Toad All Year získala v roce 1977 cenu Christopher Award – jednu z pěti, v době, kdy knihy pro mládež tvořily jedinou kategorii ocenění.

## Adaptace

### Film
V 80. letech natočily Churchill Films 18minutovou a 30minutovou adaptaci prvních dvou knih za použití clay animation (claymation) stop motion. Oba filmy režíroval John Clark Matthews, který je rovněž autorem hudby a jedním z hlavních animátorů. Své hlasy propůjčili Kvakovi a Žbluňkovi herci Will Ryan a Hal Smith.

### Divadlo
Knihy o Kvakovi a Žbluňkovi inspirovaly vznik broadwayského muzikálu A Year with Frog and Toad. Svolení k muzikálovému provedení udělila Lobelova dcera Adrianne, muzikál se hrál mimo Broadway, v roce 2003 krátce i na Broadwayi a byl třikrát nominován na cenu Tony. Již před tím kniha inspirovala k nemuzikálovému divadelnímu zpracování pod názvem Frog and Toad (Forever)  Y. Yorka; to se pak hrálo v Seattlu (Seattle Children's Theatre, 1998) and Milwaukee (First Stage, 1999).
V češtině zdramatizoval příběhy Kvaka a Žbluňka poprvé roku 1981 Jan Prokeš pro Ústřední loutkové divadlo Praha, dále Andrej Krob, Jiří Reidinger a Lenka Machoninová roku 1989 pro Divadlo na tahu, roku 2008 Viktorie Knotková pro Divadlo Reduta a roku 2014 Pavla Masaříková a Klára Kvasničková pro Divadlo loutek Ostrava.